# (200404) 2000 SW59
(200404) 2000 SW59 es un asteroide perteneciente al cinturón de asteroides descubierto el 24 de septiembre de 2000 por el equipo del Lincoln Near-Earth Asteroid Research desde el Laboratorio Lincoln, Socorro, Nuevo México, Estados Unidos.

## Designación y nombre
Designado provisionalmente como 2000 SW59.

## Características orbitales
2000 SW59 está situado a una distancia media del Sol de 2,446 ua, pudiendo alejarse hasta 2,891 ua y acercarse hasta 2,002 ua. Su excentricidad es 0,181 y la inclinación orbital 2,798 grados. Emplea 1398,06 días en completar una órbita alrededor del Sol.

## Características físicas
La magnitud absoluta de 2000 SW59 es 16,9. 